# Изчезнала
„Изчезнала“ (на английски: Missing) е американски трилър от 2023 г. на режисьорите Уил Мерик и Ник Джонсън, по сюжета на Сев Оханиан и Аниш Чаганти, които продуцират филма с Натали Касабиан. Филмът е самостоятелно продължение на „Търсене“ (2018). Сюжетът на филма разказва за тийнейджърката Джун Алън, опитваща се да намери изгубената си майка Грейс, изчезнала с новия ѝ приятел Кевин по време на ваканция в колумбийския град Картахена.
Световната премиера на филма се състои във филмовия фестивал във Сънданс на 19 януари 2023 г., и е пуснат по кината в САЩ на следващия ден от Sony Pictures Releasing.
В България филмът е пуснат и на 24 февруари 2023 г. от Александра Филмс.